# Comunità ebraica di Savigliano
Savigliano fu sede, fino agli anni precedenti la seconda guerra mondiale, di una piccola ma fiorente comunità ebraica. 
La presenza di ebrei è attestata fin dal XV secolo: artigiani, medici, cambiavalute. Nel 1774, al momento dell'istituzione del ghetto (attorno all'odierna piazza Santorre di Santarosa), abitavano in città 116 ebrei. Nel plastico ottocentesco della città, conservato al Museo civico, sono bene individuabili i confini del ghetto.
Nel 1848, con l'emancipazione, fu costruita la sinagoga in un edificio accanto al vecchio teatro cittadino (il locale è oggi occupato da una tipografia). La fine del ghetto significò però anche il declino della comunità ebraica per la forte emigrazione verso i centri maggiori della regione. A testimonianza della presenza ebraica a Savigliano non rimangono che poche tombe nella sezione del cimitero comunale, tra le quali spiccano due tumuli di guardie reali albanesi di religione ebraica, ivi sepolte nel 1918.